# A Legfelsőbb Népi Gyűlés Prezídiumának elnökei
Az alábbi szócikk a Koreai Népi Demokratikus Köztársaság Legfelsőbb Népi Gyűlés Prezídiumának elnökeit (hangul: 최고인민회의 상임위원회 위원장, Cshögoinminhöi Szangimüvonhö Üvondzsang, handzsa: 最高人民會議 常任委員會 委員長, RR: Choegoinminhoe-ui Sang-imwiwonhoe Wiwonjang), azaz házelnökeit sorolja fel.
A vörös szín a Koreai Munkapárt, illetve annak elődpártjainak tagjait jelöli, a rózsaszín a Koreai Szociáldemokrata Párt tagjait.
1. Kim Dubong (Kim Du-bong) (1948. szeptember 8. – 1957. szeptember 20.)
2. Coj Jen Gen (Choi Yong-kun) (1957. szeptember 20. – 1957. október 27.)
3. Coj Jen Gen (Choi Yong-kun) (1957. október 27. – 1962. október 8.)
4. Coj Jen Gen (Choi Yong-kun) (1962. október 8. – 1967. november 25.)
5. Coj Jen Gen (Choi Yong-kun) (1967. november 25. – 1972. december 28.)
6. Hvang Dzsangjop (Hwang Jang-yop) (1972. december 28. – 1977. november 11.)
7. Hvang Dzsangjop (Hwang Jang-yop) (1977. november 11. – 1982. február 28.)
8. Hvang Dzsangjop (Hwang Jang-yop) (1982. február 28. – 1983. április 7.)
9. Jang Hjongszop (Yang Hyong-sop) (1983. április 7. – 1986. november 2.)
10. Jang Hjongszop (Yang Hyong-sop) (1986. november 2. – 1990. április 22.)
11. Jang Hjongszop (Yang Hyong-sop) (1990. április 22. – 1998. szeptember 5.)
12. Kim Jongnam (Kim Yong-nam) (1998. szeptember 5. – 2003. augusztus 3.)
13. Kim Jongnam (Kim Yong-nam) (2003. augusztus 3. – 2009. március 8.)
14. Kim Jongnam (Kim Yong-nam) (2009. március 8. – 2014. március 9.)
15. Kim Jongnam (Kim Yong-nam) (2014. március 9. – 2019. április 11.)
16. Cshö Rjonghe (Choi Ryong-hae) (2019. április 11. – )